# Flaçà
Flaçà is een gemeente in de Spaanse provincie Girona in de regio Catalonië met een oppervlakte van 7 km². Flaçà telt 1.018 inwoners (1 januari 2016).

## Demografische ontwikkeling
Bron: INE, 1857-2011: volkstellingen